# Nurikabe (mythisch wezen)

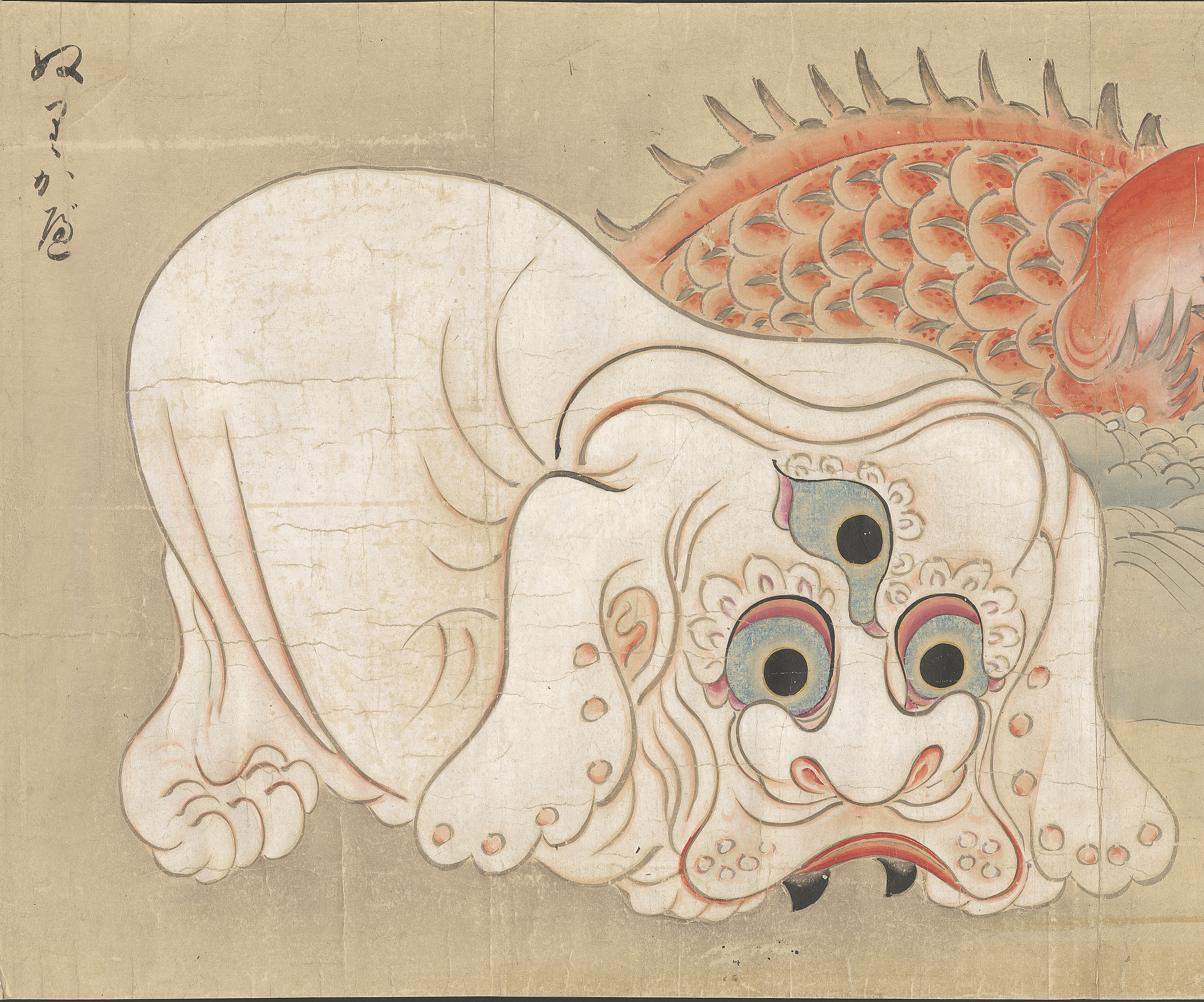
Nurikabe (ぬりかべ) van Bakemono no e (化物之繪, ca. 1700), Harry F. Bruning Collectie van Japanse boeken en manuscripten, L. Tom Perry speciale collecties, Harold B. Lee Library, Brigham Young University.

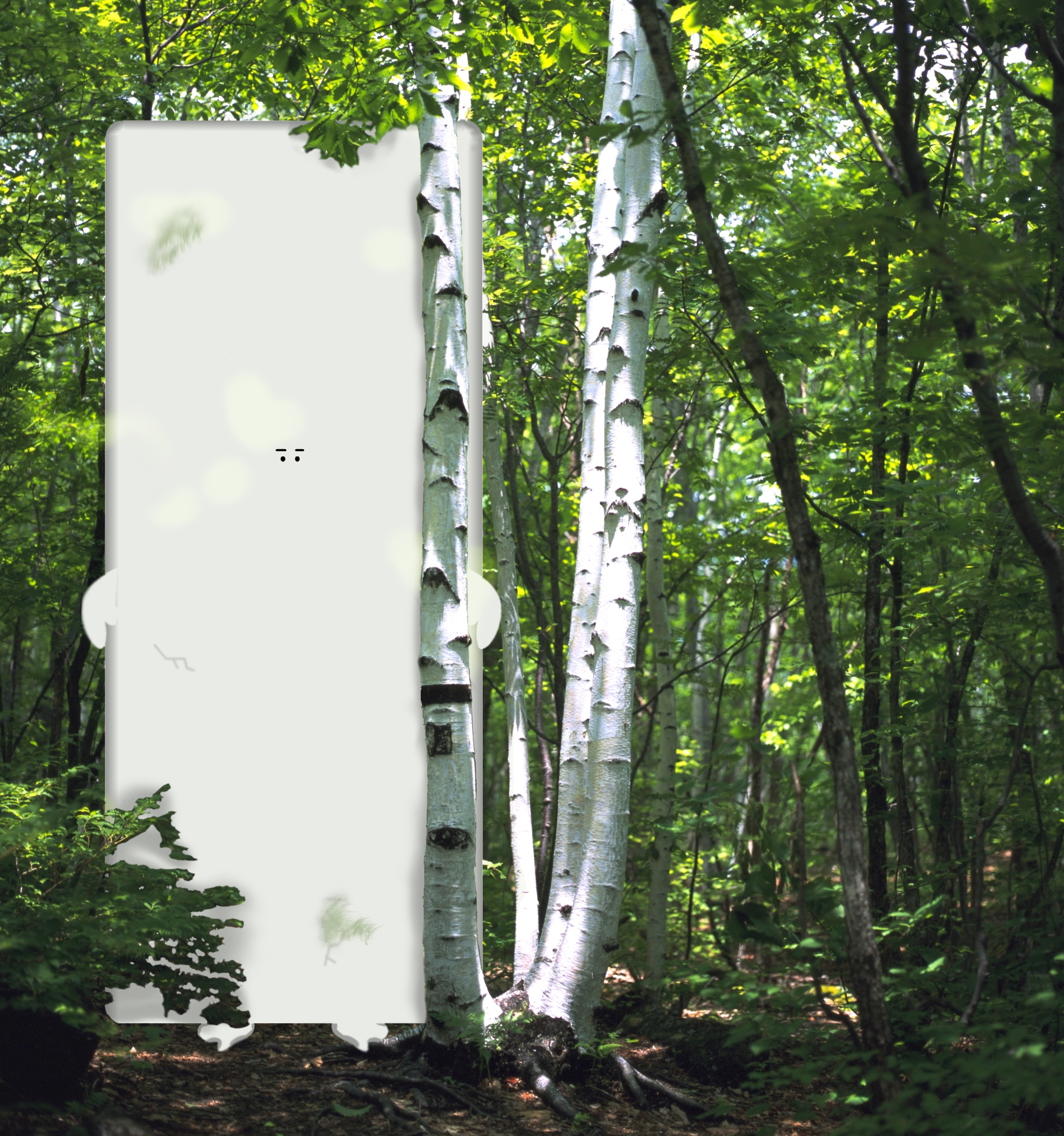

De nurikabe (Japans: ぬりかべ) is een fictief wezen uit Japanse mythologie en folklore, dat behoort tot de yōkai.

## Achtergrond
De Nurikabe is een muurachtig wezen, dat zichzelf onzichtbaar kan maken. Over hoe hij er in zijn zichtbare vorm uitziet bestaan uiteenlopende verhalen, variërend van tweebenig tot meerbenige wezens. In elk geval is hij uitzonderlijk groot.
De nurikabe zou mensen die zich ’s avonds op straat begeven of door een afgelegen gebied reizen hinderen door hen de weg te blokkeren. Vooral mensen die in paniek zijn of grote haast hebben zijn geliefde slachtoffers voor de nurikabe. Voor het slachtoffer is het alsof hij/zij tegen een onzichtbare muur oploopt, die elke mogelijke weg blokkeert zodat men geen kant meer op kan. Door met een stok of desnoods de blote hand tegen de benen van de nurikabe te stoten kan men hem verjagen.

## Gebruik in media
De nurikabe komt net als veel ander yokai voor in manga’s en anime. Zo is in de animereeks GeGeGe no Kitaro een nurikabe de bondgenoot van de protagonist. Nurikabe-achtige wezens komen tevens voor in het videospel Ōkami.
De Japanse yokai-expert en stripboektekenaar Shigeru Mizuki omschrijft in zijn boek “Nihon Yokai Daizen” een ontmoeting met wat volgens hem een nurikabe geweest moet zijn tijdens zijn verblijf als militair op Papoea-Nieuw-Guinea in de Tweede Wereldoorlog.
De nurikabe is een van de vele yokai die meespelen in de film The Great Yokai War.